# Шеньцзін-ван
Шеньцзін-ван (кит. трад.: 慎靚王; піньїнь: Shènjìng) — 24-й ван Східної Чжоу, син Сянь-вана.

## Правління
Його правління припало на період остаточного занепаду династії, тож фактично він не був повновладним правителем. Ще за його батька васали Чжоу відмовились визнавати вана своїм володарем.